# Podolsk Vityaz 2019
Questa voce raccoglie le informazioni riguardanti i Podolsk Vityaz nelle competizioni ufficiali della stagione 2019.

## Roster
| Roster dei Podolsk Vityaz (2019) |
| --- |
| Quarterback - 4 Pavel Levašev Running Back - 21 Artem Ovsojan - 29 Il'ja Arsen'tev - Pavel Kazakov Wide Receiver - 23 Aleksej Popkov - 27 Aleksej Gamdlišvili - 14 Roman Mirošev - 32 Michail Filonenko - 19 Sergej Jakušev Offensive Linemen - 74 Ivan Karzanov - 66 Sergej Dudkin - 70 Artem Ševčenko - 68 Anton Mironov - 69 Kirill Matjušenko - 75 Michail Zacharov Defensive Linemen - 99 Matvej Raboj - 78 Ruslan Rafekov - 55 Aleksandr Charitonov Linebacker - 48 Nikolaj Kljuev - 41 Il'ja Fedotov - 51 Sergej Slavnov - 52 Andrej Mantula - 11 Roman Lendov - 56 Sergej Vinogradov Defensive Back - 49 Vadim Panitkov CB - 22 Aleksandr Rjabov CB - 83 Maksim Emel'janov CB - 18 Pavel Ševelev CB - 59 Sergej Orechov S Special Team |

## Black Bowl 2019

### Stagione regolare
| San Pietroburgo 4 maggio 2019 | Sankt Petersburg MČS University Team | 6 – 26 (0-6 0-6 0-6 6-8) referto | Podolsk Vityaz | Stadion v Pavlovskom Parke |

| Podol'sk 1º giugno 2019, ore 11:00 | Podolsk Vityaz | 7 – 30 (7-0 0-6 0-14 0-10) referto | Spartak Moskva | Stadion Planeta |

| Podol'sk 15 giugno 2019 | Podolsk Vityaz | 19 – 12 (0-6 10-0 9-0 0-6) referto | Moscow Dragons | Stadion Planeta |

| Korolëv 29 giugno 2019, ore 15:00 | Moscow Dragons | 19 – 14 (7-0 12-0 0-0 0-14) referto | Podolsk Vityaz | Stadion Čajka |

| Mosca 13 luglio 2019 | Spartak Moskva | 43 – 6 referto | Podolsk Vityaz | SK Saljut-Geraklion |

| Podol'sk 27 luglio 2019 | Podolsk Vityaz | 18 – 7 (8-0 7-0 0-7 3-0) referto | Krasnodar Bisons | Stadion Planeta |

### Playoff
| Zelenograd 7 settembre 2019 | Moscow United | 13 – 17 (0-0 3-3 7-7 3-7) referto | Podolsk Vityaz | Stadio del Rugby |

| Petrozavodsk 22 settembre 2019 | Petrozavodsk Karelian Gunners | 17 – 7 (0-0 0-7 0-0 17-0) referto | Podolsk Vityaz | Stadion Spartak |

## Statistiche di squadra
| Competizione      | %Vittorie | In casa | In casa | In casa | In casa | In casa | In casa | In trasferta | In trasferta | In trasferta | In trasferta | In trasferta | In trasferta | Totale | Totale | Totale | Totale | Totale | Totale |
| Competizione      | %Vittorie | G       | V       | N       | P       | Pf      | Ps      | G            | V            | N            | P            | Pf           | Ps           | G      | V      | N      | P      | Pf     | Ps     |
| ----------------- | --------- | ------- | ------- | ------- | ------- | ------- | ------- | ------------ | ------------ | ------------ | ------------ | ------------ | ------------ | ------ | ------ | ------ | ------ | ------ | ------ |
| Stagione regolare | .500      | 3       | 2       | 0       | 1       | 44      | 49      | 3            | 1            | 0            | 2            | 46           | 68           | 6      | 3      | 0      | 3      | 90     | 117    |
| Playoff           | .500      | 0       | 0       | 0       | 0       | 0       | 0       | 2            | 1            | 0            | 1            | 24           | 30           | 2      | 1      | 0      | 1      | 24     | 30     |
| Totale            | .500      | 3       | 2       | 0       | 1       | 44      | 49      | 5            | 2            | 0            | 3            | 70           | 98           | 8      | 4      | 0      | 4      | 114    | 147    |